# Баянделгер
Баянделгер (монг.: Баяндэлгэр) — сомон Сухе-Баторського аймаку Монголії. Територія 7282 кв.км, населення 4,9 тис. чол. В основному живуть дарьганга. Центр — селище Ширеє розташований на відстані 140 км від Баруун-Урт та 600 км від Улан-Батора.

## Рельєф
Ґрунти коричневі, солончакові. Долини Орлой Гурман Зеерд, Ургуу таван тол гой, Далай Духу мін Гобі

## Тваринний світ
Водяться джейрани, антилопи, вовки, лисиці, зайці.

## Клімат
Різкоконтинентальний клімат. Середня температура січня −15°С, липня +24°С. У середньому протягом року випадає 200 мм опадів.

## Економіка
Багатий вапняком, родовищами глини для виготовлення фарби. Сіють кормові рослини. 185 тис. голів худоби.

## Соціальна сфера
Є школа, лікарня, культурний та торговельно-обслуговуючий центри.